# Joachim Decker
Joachim Decker (* um 1565 in Hamburg; † 15. März 1611 in Hamburg) war ein deutscher Komponist und Organist.

## Leben
Decker wurde um 1565 als Sohn von Eberhard Decker, Kantor am Johanneum, in Hamburg geboren. Es ist zu vermuten, dass er diese Schule besuchte und Musikunterricht von seinem Vater erhielt. 1596 wurde er Organist an der Nikolaikirche und behielt dieses Amt bis zu seinem Tod 1611. 1604 veröffentlichte Decker zusammen mit seinen Kollegen der anderen drei Hauptkirchen, Hieronymus Praetorius, dessen Sohn Jacob Praetorius und David Scheidemann, das Melodeyen Gesangbuch. Das Gesangbuch enthält 88 vierstimmige Sätze von Kirchenliedern, von denen 29 von Decker stammen. Sie sind meist schlicht gehalten und führen die Hauptstimme in Diskant.

## Familie
Decker war verheiratet mit Christina Ossenbrügge († 1630). Ihr Vater Johannes war Pastor in Eppendorf und später Pastor (Diakonus) an der Nikolaikirche in Hamburg. Sein Sohn Johannes Decker (1598–1668) war Organist am Hamburger Dom.